# Giancarlo Galan
Giancarlo Galan (né le 10 septembre 1956 à Padoue) est un homme politique italien, membre du Peuple de la liberté, puis de Forza Italia.

## Biographie
Après avoir présidé la région Vénétie (1995-2010), Giancarlo Galan est ministre des Politiques agricoles depuis le 16 avril 2010, en remplacement de Luca Zaia (homme politique de la Ligue du Nord qui l'a remplacé à la tête de la région Vénétie), dans le Gouvernement Silvio Berlusconi IV. Depuis le 23 mars 2011, à la suite d'un remaniement, il devient ministre pour les Biens et les Activités culturels (Culture) et jusqu'à la démission du gouvernement Berlusconi IV. N'étant alors pas député, il ne retrouve aucune charge lors de ce départ. 
Élu député en 2013 pour le Peuple de la liberté et élu le 7 mai 2013 président de la commission n° VII (Culture, sciences et éducation) de la Chambre des députés. Le 16 novembre il adhère à Forza Italia. Condamné définitivement en 2014 pour avoir obtenu des pots-de-vin lors de la construction du Mosé, il est déchu en avril 2016 de son mandat de député par la Chambre.